# Teresa Torres
Teresa Torres, née en 1944, est une physicienne et paléontologue chilienne. 
Elle est surtout connue pour ses travaux en paléontologie, établissant des liens entre les fossiles qui ont été découverts en Antarctique et ceux trouvés en Patagonie et dans la Terre de Feu, au sud du Chili,. Elle enseigne comme professeur à l'université du Chili et elle est l'une des premières femmes chiliennes à étudier les forêts pétrifiées de l'Antarctique.

## Biographie

### Jeunesse et formation
Teresa Torres naît en 1944, et est élevée à Santiago, où elle effectue ses études. Elle obtient son diplôme de professeur de physique à l'Université de Santiago du Chili. Elle obtient ensuite une bourse qui lui permet d'aller en France pour y continuer ses études supérieures de physique à l'université de Rennes. Elle prolonge ensuite ses études en les complétant par un doctorat en paléobotanique à l'université Claude Bernard de Lyon, en France également.

### Carrière et travaux scientifiques
Revenue dans son pays à l'issue de ses études, Teresa Torres est professeur à l'université du Chili depuis 1971. Elle est une des premières femmes chiliennes à travaillant en Antarctique. 
Elle dirige des projets ayant pour objectif d'étudier les liens ayant existé entre la Patagonie et la péninsule antarctique à travers l'étude de plantes et d'animaux fossilisés,. L'expédition scientifique qu'elle dirige comprend des experts en paléontologie, en botanique, en biologie, en géologie et en sciences de l'environnement.
Au cours de ses recherches, elle découvre en Antarctique des feuilles fossilisées vieilles de 200 millions d’années qui ressemblent aux conifères du sud du Chili. Selon elle et son équipe de chercheurs, des fossiles de faune et de flore trouvés sur la Terre de Feu sont très proches de ceux découverts sur l'île Seymour au large de la péninsule Antarctique. Elle participe à vingt expéditions successives en Antarctique. 
En plus des articles scientifiques parus dans des revues à comité de lecture avec évaluation par ses pairs, Teresa Torres écrit également des livres sur l'Antarctique, ainsi que des guides paléobotaniques à vocation de vulgarisation. Elle est une des membres fondateurs de l'Asociación Chilena de Paleontología.